# Palazzo delle Blacherne

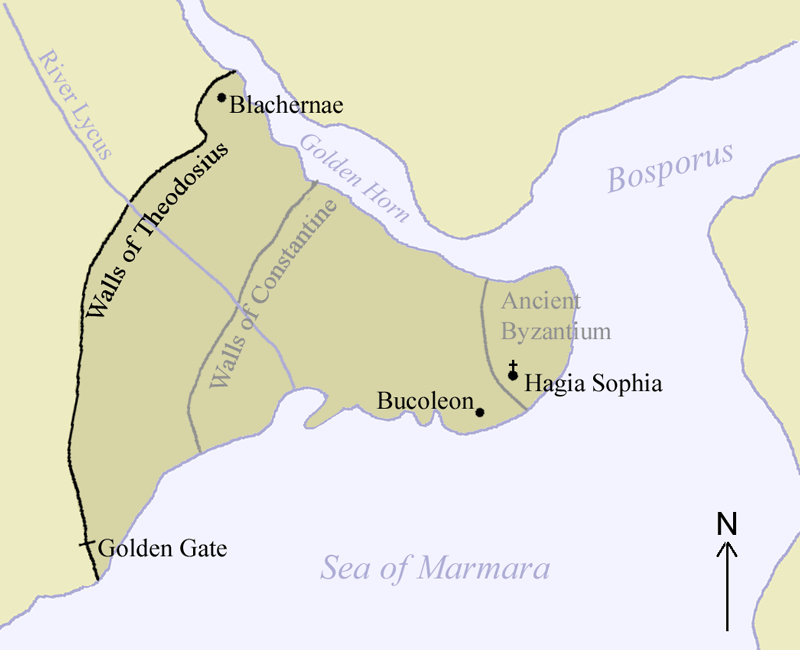
Mappa di Costantinopoli con segnata, nell'angolo nord-est, la posizione del palazzo.

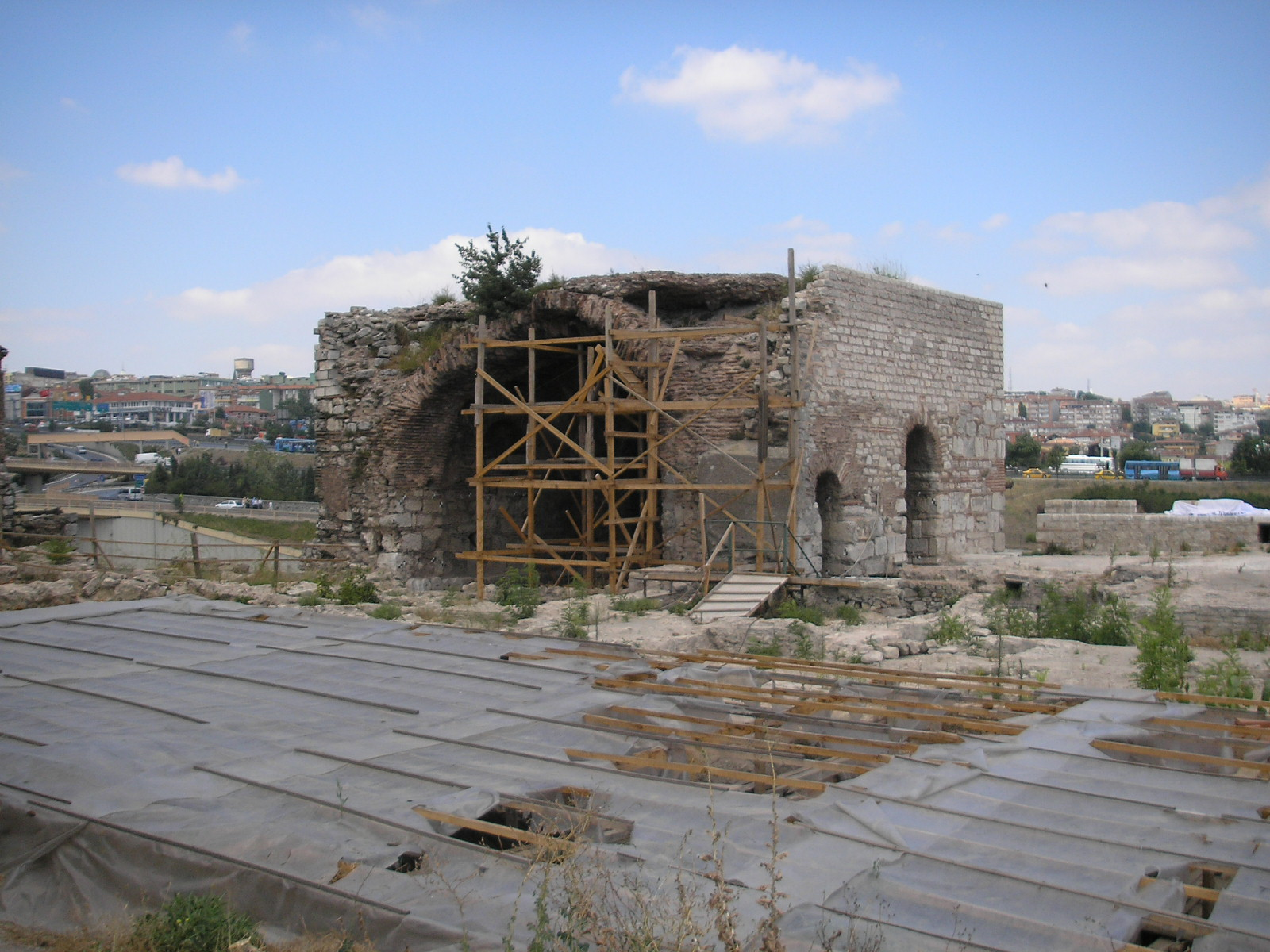
Ciò che resta del palazzo delle Blacherne.

Il palazzo delle Blacherne (in greco Βλαχερναί?, Vlachernè) era un palazzo imperiale di Costantinopoli che si trovava nella parte nord-ovest della città, nell'omonimo quartiere, addossato alle mura della città, dove l'aria era più salubre e si dominavano la campagna e il Corno d'Oro.

## Storia
Edificato sotto la dinastia dei Comneni, qui si trasferì la corte bizantina a partire dal regno di Alessio I Comneno (1081-1118).
I successivi imperatori lo preferirono infatti al complesso del Gran Palazzo, troppo vasto e costoso per le ridotte risorse dello Stato, lasciandovi solamente la residenza di rappresentanza nei quartieri noti come palazzo del Boukoleon.
Dopo il trasferimento della corte alle Blacherne, quasi ogni imperatore provvide con abbellimenti e ampliamenti all'espansione del palazzo, così come era stato per il vecchio Gran Palazzo: Manuele I sappiamo lo decorò con mosaici rappresentanti scene di caccia e delle sue imprese militari.
Già progressivamente caduto in rovina con il declinare della potenza bizantina a seguito della Quarta crociata e della temporanea conquista latina del 1204, il palazzo venne definitivamente abbandonato dopo la presa di Costantinopoli ad opera di Maometto II. A tutt'oggi ne rimangono solo pochissime parti, una di queste è il complesso detto Palazzo del Porfirogenito, affacciato sulle mura Teodosiane.

## Struttura

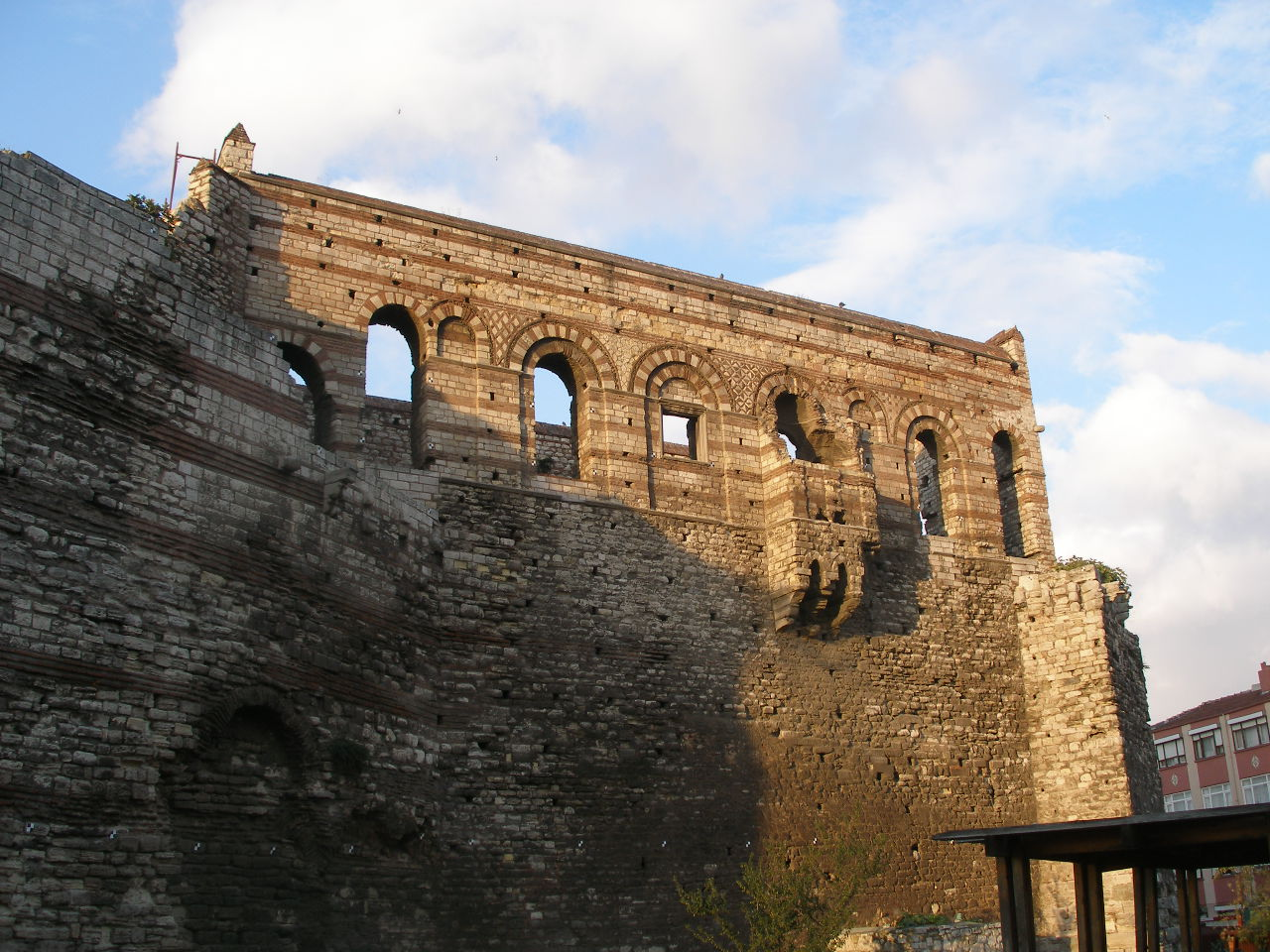
Il palazzo del Porfirogenito, annesso al complesso delle Blacherne.

Il palazzo si caratterizzava per essere una grandiosa fortezza di stile medievale bizantino, molto simile ad un castello occidentale, per quanto più basso e tozzo; era addossato alle mura teodosiane di cui costituiva uno dei bastioni difensivi, presso la porta delle Blacherne, all'estremità settentrionale.
Prende il suo nome dalla vicina chiesa di Santa Maria delle Blacherne, ove erano custodite importantissime reliquie della cristianità (il maphorion della Vergine, il telo con il volto di Cristo e altre) e dove si venerava l'icona protettrice della città, appunto detta Madonna Blachernotissa.

Era dotato di un proprio porto affacciato sul Corno d'Oro e successivamente venne creato un collegamento attraverso un ponte coperto che metteva in comunicazione il nuovo palazzo imperiale con la chiesa stessa.

Non molto lontano, fuori le mura, c'era il Philopation, villa di campagna e ritrovo di caccia degli imperatori bizantini, circondato da boschi.
Il nucleo del complesso venne edificato da Alessio Comneno, dominante sul Corno d'Oro e sulla campagna, in un'atmosfera più salubre rispetto al centro cittadino. Qui si trovavano gli appartamenti imperiali, la sala del trono e le altre sale di rappresentanza, lì dove ora si erge la moschea Ayvaz Efendi ( Ayvaz Efendi cami ) costruita dall'architetto ( mimar ) Sinān.

### Complessi annessi
Annesso al complesso palatino era il settore noto come Palazzo del Porfirogenito, addossato alle mura tra la Porta d'Adrianopoli e la Porta Kaligaria, eretto tra il 1261 e il 1291 per rinforzare la zona di giunzione tra le possenti Mura Teodosiane e le nuove mura erette a difesa del sobborgo delle Blacherne.
Annessa al palazzo si ergeva la Porta delle Blacherne, la doppia porta d'accesso alla città che, dopo il trasferimento della corte imperiale, era divenuta la porta riservata al passaggio dell'Imperatore. La struttura, nota anche col nome generico di Kastellion era simile allo Strongylon, il complesso fortificato munito di quattro possenti torri principali, tre secondarie e di una chiesa, eretto più a est a protezione della Porta Aurea.
Altre strutture erano il Palazzo d'Anastasio, oggi di difficile localizzazione, la Torre d'Isacco Angelo, che qui visse la propria prigionia.
Il palazzo inglobava poi l'antica chiesa di San Pietro e San Marco, probabilmente eretta nel 458 dai patrizi romani Galbieno e Candido, durante il regno di Leone I.